# Tonga op de Gemenebestspelen

Vlag van Tonga

Tonga is een land dat deelneemt aan de Gemenebestspelen (of Commonwealth Games). Sinds 1974 heeft Tonga elfmaal deelgenomen. In totaal over deze elf edities wonnen ze drie bronzen medailles.

## Medailles
| Tonga op de Gemenebestspelen | Tonga op de Gemenebestspelen | Tonga op de Gemenebestspelen | Tonga op de Gemenebestspelen | Tonga op de Gemenebestspelen | Tonga op de Gemenebestspelen |
| ---------------------------- | ---------------------------- | ---------------------------- | ---------------------------- | ---------------------------- | ---------------------------- |
| Jaar                         | Goud                         | Zilver                       | Brons                        | Totaal                       | Rang                         |
| 1974                         | -                            | -                            | -                            | -                            | /                            |
| 1982                         | -                            | -                            | -                            | -                            | /                            |
| 1990                         | -                            | -                            | -                            | -                            | /                            |
| 1994                         | -                            | -                            | 1                            | 1                            | 27                           |
| 1998                         | -                            | -                            | -                            | -                            | /                            |
| 2002                         | -                            | -                            | -                            | -                            | /                            |
| 2006                         | -                            | -                            | -                            | -                            | /                            |
| 2010                         | -                            | -                            | 2                            | 2                            | 31                           |
| 2014                         | -                            | -                            | -                            | -                            | /                            |
| 2018                         | -                            | -                            | -                            | -                            | /                            |
| 2022                         | -                            | -                            | -                            | -                            | /                            |